# Blotted Science
Blotted Science ist eine multinationale Supergroup mit dem Schwerpunkt auf Technical Death Metal, welche 2004 von dem Gitarristen Ron Jarzombek ins Leben gerufen wurde. Ihre ausschließlich instrumentalen Stücke tragen meist medizinische Namen, wie Laser Lobotomy ("Laser-Lobotomie") oder Vermicular Asphyxiation ("Vermikulare Asphyxie"). Die Band ist in ihrer gesamten Laufzeit kein einziges Mal live aufgetreten.

## Geschichte
Auf der Suche nach geeigneten Musikern für sein Projekt stieß der in Austin lebende Watchtower-Gitarrist Ron Jarzombek auf den Bassisten Alex Webster der Band Cannibal Corpse, nachdem er ein Video zu den Studioaufnahmen von dessen Band zu dem Song Frantic Disembowelment gesehen hatte. Über das Forum seiner ehemaligen Band Spastic Ink kam der Kontakt zustande, in dessen Anschluss sich beide auf einem Konzert der Band in Austin trafen. In Chris Adler von der Band Lamb of God fand Jarzombek einen erfahrenen Schlagzeuger, woraufhin Jarzombek und Webster damit begannen, die ersten Songs für ein geplantes Studioalbum zu schreiben. Die fertigen Kompositionen schickten sie anschließend an Adler weiter, doch dieser hatte Probleme, die Ideen der beiden anderen umzusetzen. Zudem erschwerte die große Entfernung zwischen den Musikern die gemeinsame Arbeit, so dass man beschloss, sich von Adler zu trennen. Im Februar 2006 wurde Adlers Nachfolger Derek Roddy vorgestellt, mit dem die Band für ein halbes Jahr zusammenarbeitete.
Nach der Trennung von Roddy im August 2006, aufgrund dessen, dass dieser die von Jarzombek und Webster geschriebenen Schlagzeug-Parts zu sehr ändern wollte, machte sich Jarzombek auf die Suche nach einem neuen Schlagzeuger und wurde in Charlie Zeleny fündig, welchen Jarzombek zuvor auf einem Konzert mit dessen Band Behold... The Arctopus gesehen hatte. Gemeinsam nahmen sie die fehlenden Schlagzeug-Spuren zum geplanten Studioalbum auf, welches Anfang 2007 veröffentlicht werden sollte. Mitte September wurde mit The Machinations of Dementia, später als erst angenommen, das Debütalbum der Band über Jarzombeks eigenes Musiklabel EclecticElectric veröffentlicht. Anschließend widmeten sich die Band-Mitglieder wieder anderen Projekten.
Ende September 2010 meldete sich Ron Jarzombek zurück und gab bekannt, dass die Band zurzeit an einer neuen Veröffentlichung arbeite. Im Sommer 2008 hätten Webster und er bei einem gemeinsamen Treffen den Entschluss gefasst, eine neue CD zu veröffentlichen. Jedoch hätte man sich aufgrund von mangelnder Zeit für die Veröffentlichung einer EP entschieden. Des Weiteren wurde der aus Deutschland kommende Hannes Grossmann, Schlagzeuger der Band Obscura, als neues Bandmitglied vorgestellt. Das Ausscheiden von Charlie Zeleny wurde damit begründet, dass Hannes Grossmann durch seine Erfahrungen in verschiedenen Death-Metal-Bands besser zur Band passen würde.
Am 4. Oktober 2011 veröffentlichte die Band ebenfalls über Jarzombeks eigenes Label EclecticElectric ihre Debüt-EP The Animation of Entomology. Die Entstehung der einzelnen Lieder basierte auf verschiedenen Tierhorror-Filmen, in denen Insekten vorkommen. Die Lieder sollten wie Hintergrundmusik für solche klingen, wobei jedes Gitarrenriff beziehungsweise -solo ein einzelnes Tier darstellen sollte. Entsprechende Beispiele lieferte Jarzombek über das Internetportal YouTube, auf welchem er Ausschnitte der Filme King Kong und Swarmed in der Verbindung mit der Musik von Blotted Science veröffentlichte. Ende Oktober gab die Band bekannt, einen Plattenvertrag mit dem britischen Label Basick Records ausgehandelt zu haben, über welches The Animation of Entomology einen Monat später auch in Europa erhältlich war.
Im Mai 2013 wiederveröffentlichte die Band ihr Debütalbum The Machinations of Dementia und die EP The Animation of Entomology als Schallplatte über Antithetic Records, welche jeweils auf wenige hundert Stück limitiert wurden.

## Stil
Blotted Science spielen ausschließlich Instrumentalmusik. Beim Komponieren von Liedern verwendet Ron Jarzombek eine vereinfachte Version der Zwölftontechnik, welche gegen 1920 um den Komponisten Arnold Schönberg herum entstanden ist. Jarzombek verwendet hierbei eine Methode des niederländischen Komponisten Peter Schat, welcher sich den Quintenzirkel als eine Art Uhr vorstellte, in der jeder einzelne Ton eine volle Stunde darstellt. Durch Bildung von Tonpaaren, deren Muster man vorher festgelegt hat, entstehen einzelne Tonleitern, auf welchen die Gitarrenriffs in Jarzombeks Liedern basieren.

## Diskografie

### Alben
- 2007: The Machinations of Dementia (EclecticElectric)
- 2011: The Machinations of Dementia (Re-Release in Japan, Avalon Records)

### EPs
- 2011: The Animation of Entomology (Nordamerika: EclecticElectric, Europa: Basick Records)